# Giải bóng đá hạng tư quốc gia Cộng hòa Síp 2003–04
Giải bóng đá hạng tư quốc gia Cộng hòa Síp 2003–04 là mùa giải thứ 19 của giải bóng đá hạng tư Cộng hòa Síp. Othellos Athienou giành danh hiệu đầu tiên.

## Thể thức thi đấu
Có 14 đội tham gia Giải bóng đá hạng tư quốc gia Cộng hòa Síp 2003–04. Tất cả các đội đều thi đấu 2 trận, một trân sân nhà và một trận sân khách. Đội nhiều điểm nhất sẽ lên ngôi vô địch. Ba đội đầu bảng được lên chơi tại Giải bóng đá hạng ba quốc gia Cộng hòa Síp 2004–05 và ba đội cuối bảng xuống chơi ở các giải khu vực.

### Hệ thống điểm
Các đội bóng nhận 3 điểm cho một trận thắng, 1 điểm cho một trận hòa và 0 điểm cho một trận thua.

## Thay đổi so với mùa giải trước
Các đội thăng hạng Giải bóng đá hạng ba quốc gia Cộng hòa Síp 2003–04
- Orfeas Nicosia
- Ethnikos Latsion FC
- AEK Kythreas

Các đội xuống hạng từ Giải bóng đá hạng ba quốc gia Cộng hòa Síp 2002–03
- Othellos Athienou
- Achyronas Liopetriou
- Elia Lythrodonta

Các đội thăng hạng từ các giải khu vực
- ENAD Polis Chrysochous
- Spartakos Kitiou
- THOI Filias

Các đội xuống hạng các giải khu vực
- Rotsidis Mammari
- PEFO Olympiakos

## Bảng xếp hạng
| Vị thứ | Đội                                    | St. | T. | H. | B. | BT. | BB. | HS. | Đ. | Ghi chú                                                                |
| ------ | -------------------------------------- | --- | -- | -- | -- | --- | --- | --- | -- | ---------------------------------------------------------------------- |
| 1      | Othellos                               | 26  | 20 | 3  | 3  | 67  | 20  | 47  | 63 | Vô địch-Thăng hạng Giải bóng đá hạng ba quốc gia Cộng hòa Síp 2004–05. |
| 2      | Achyronas Liopetriou                   | 26  | 15 | 6  | 5  | 64  | 27  | 37  | 51 | Thăng hạng Giải bóng đá hạng ba quốc gia Cộng hòa Síp 2004–05.         |
| 3      | ENAD Polis Chrysochous                 | 26  | 15 | 6  | 5  | 41  | 27  | 14  | 51 | Thăng hạng Giải bóng đá hạng ba quốc gia Cộng hòa Síp 2004–05.         |
| 4      | Frenaros FC                            | 26  | 14 | 2  | 10 | 48  | 39  | 9   | 44 |                                                                        |
| 5      | OlymVị thứ Xylofagou                   | 26  | 11 | 7  | 8  | 43  | 39  | 4   | 40 |                                                                        |
| 6      | Spartakos Kitiou                       | 26  | 10 | 9  | 7  | 49  | 35  | 14  | 39 |                                                                        |
| 7      | Elia Lythrodonta                       | 26  | 10 | 5  | 11 | 43  | 40  | 3   | 35 |                                                                        |
| 8      | AOL Omonia Lakatamias                  | 26  | 9  | 6  | 11 | 36  | 43  | -7  | 33 |                                                                        |
| 9      | Ellinismos Akakiou                     | 26  | 9  | 6  | 11 | 35  | 45  | -10 | 33 |                                                                        |
| 10     | Anagennisi Lythrodonta                 | 26  | 8  | 7  | 11 | 34  | 39  | -5  | 31 |                                                                        |
| 11     | Apollon Lympion                        | 26  | 8  | 6  | 12 | 42  | 47  | -5  | 30 |                                                                        |
| 12     | ATE PEK Ergaton                        | 26  | 7  | 6  | 13 | 32  | 57  | -25 | 27 | Xuống hạng các giải khu vực.                                           |
| 13     | Th.O.I. Filias                         | 26  | 5  | 6  | 15 | 28  | 51  | -23 | 21 | Xuống hạng các giải khu vực.                                           |
| 14     | Evagoras Pallikarides Agion Trimithias | 26  | 1  | 5  | 20 | 22  | 75  | -53 | 8  | Xuống hạng các giải khu vực.                                           |

Hệ thống điểm: Thắng=3 điểm, Hòa=1 điểm, Thua=0 điểm
Quy tắc xếp hạng: 1) Điểm, 2) Hiệu số, 3) Bàn thắng

## Kết quả
| ↓Home / Away→ | ANG | AOL | APL | ATE | ACH | ELT | ELN | END | EGR  | THF | OTL | OLM | SPR | FRN |
| ------------- | --- | --- | --- | --- | --- | --- | --- | --- | ---- | --- | --- | --- | --- | --- |
| Anagennisi    |     | 0-1 | 1-2 | 2-1 | 0-1 | 0-0 | 3-1 | 1-1 | 2-0  | 0-0 | 0-2 | 2-1 | 2-4 | 5-1 |
| AOL Omonia    | 0-3 |     | 1-1 | 1-1 | 0-4 | 1-1 | 1-2 | 4-0 | 4-0  | 2-1 | 2-1 | 2-0 | 0-0 | 2-1 |
| Apollon       | 0-0 | 2-1 |     | 5-2 | 1-2 | 0-0 | 0-1 | 2-0 | 3-0  | 1-0 | 0-2 | 1-3 | 3-4 | 1-0 |
| ATE PEK       | 3-4 | 0-0 | 2-1 |     | 2-3 | 1-0 | 1-0 | 1-1 | 3-1  | 0-0 | 0-3 | 0-0 | 3-1 | 1-4 |
| Achyronas     | 1-1 | 5-1 | 1-1 | 8-0 |     | 0-1 | 2-1 | 1-1 | 2-1  | 1-1 | 3-1 | 3-1 | 0-1 | 2-1 |
| Elia          | 1-2 | 4-2 | 2-0 | 4-0 | 1-7 |     | 0-1 | 2-3 | 12-2 | 0-0 | 2-0 | 0-2 | 3-1 | 2-0 |
| Ellinismos    | 1-1 | 1-4 | 4-4 | 2-1 | 1-2 | 3-1 |     | 0-1 | 4-2  | 1-1 | 1-5 | 3-0 | 0-0 | 1-0 |
| ENAD          | 2-0 | 1-0 | 2-1 | 4-0 | 2-0 | 3-0 | 2-1 |     | 2-2  | 2-1 | 0-0 | 4-3 | 3-2 | 0-1 |
| Evagoras      | 3-1 | 1-2 | 2-2 | 2-4 | 1-6 | 1-2 | 2-2 | 0-2 |      | 0-3 | 0-0 | 0-1 | 0-3 | 0-1 |
| Th.O.I.       | 2-1 | 1-0 | 3-2 | 1-3 | 1-7 | 1-2 | 0-2 | 0-1 | 7-2  |     | 2-5 | 0-0 | 1-4 | 1-2 |
| Othellos      | 3-0 | 2-0 | 3-2 | 2-0 | 3-1 | 1-1 | 5-0 | 2-1 | 2-0  | 2-0 |     | 2-0 | 2-1 | 6-2 |
| OlymVị thứ    | 0-0 | 3-2 | 2-4 | 5-1 | 2-2 | 4-2 | 4-0 | 2-1 | 2-0  | 1-0 | 0-6 |     | 1-1 | 4-1 |
| Spartakos     | 4-2 | 1-1 | 3-1 | 1-1 | 0-0 | 4-0 | 2-2 | 0-1 | 0-0  | 7-0 | 1-5 | 1-1 |     | 3-1 |
| Frenaros FC   | 4-1 | 7-2 | 6-2 | 2-1 | 1-0 | 1-0 | 1-0 | 1-1 | 3-0  | 3-1 | 1-2 | 1-1 | 2-0 |     |